# Јабланица (Струга)
Јабланица (мкд. Јабланица) је насеље у Северној Македонији, у западном делу државе. Јабланица припада општини Струга.

## Географија
Насеље Јабланица је смештено у крајње западном делу Северне Македоније, близу државне границе са Албанијом (6 km западно од насеља). Од најближег града, Струге, насеље је удаљено 30 km северно.
Јабланица се налази у историјској области Дримкол, која обухвата горњи ток Црног Дрима. Насеље је смештено на источним падинама планине Јабланица. Источно се тло спушта у клисуру Црног Дрима. Надморска висина насеља је приближно 950 метара.
Клима у насељу је планинска.

## Историја
Име села Јабланица се први пут помиње у повељи цара Душана у периоду 1342-1345 за манастир Св. Богородице Перивлепте у Охриду. Село су у прошлости често нападала албанска племена Геге и Тоски. Са десне стране Јабланичке реке налази се место Вељаре, где постоје гробови погинулих за које се сматра да су убијени од стране качака.

## Историја Срба у месту
У месту је између 1870-1876. године радила српска народна школа, која је након извесног прекида наставила рад 1897. године
По пријави Бугара ухапшен је од стране Турака, Србин учитељ у Јабланици, Матеја Шуменковић.
У месту су 1900. године биле три православне цркве. У оној саборној окупили су се Срби да прославе Савиндан. Чинодејствовао је поп Арсеније Николајевић. Српска школа у месту је отворена по царској дозволи 1897. године за време кмета месног Јована Костића. Кмет Костић је 1899. године био домаћин славе. Светосавску беседу у школи је одржао учитељ Матеја Шуменковић. Кум школске славе био је домаћин Илија Митровић, а заслуге за организацију прославе имали су још школски настојатељ Митар Нововић и други учитељ Марко Ставрић.

## Демографија
Према статистици Васила Канчова ("Македонија. Етнографија и статистика") из 1900. године, у Јабланици је живело 960 становника, све Македонци (850 православаца и 110 муслимана)
Према секретару бугарског егзархија Димитриву Мишеву ("Македонија и њено хришћанско становништво"), 1905. године у Јабланици је живело 832 Македонаца, егзархиста и 160 Македонаца патријархиста.
Попис становништва
| Националност | Укупно |
| Македонци    | 545    |
| Турци        | 0      |
| Роми         | 0      |
| Албанци      | 0      |
| Цинцари      | 0      |
| Срби         | 1      |
| Бошњаци      | 0      |
| Други        | 7      |

Јабланица је према последњем попису из 2002. године имала 553 становника. Претежно становништво у насељу су етнички Македонци (98%). Већинска вероисповест је православље.
| Година       | 1900 | 1905 | 1948  | 1953  | 1961  | 1971  | 1981  | 1991 | 1994 | 2002 |
| ------------ | ---- | ---- | ----- | ----- | ----- | ----- | ----- | ---- | ---- | ---- |
| Становништво | 960  | 992  | 1.188 | 1.300 | 1.488 | 1.393 | 1.187 | 818  | 741  | 553  |

|  |